# Avenue du Roule
L’avenue du Roule est une voie de la commune de Neuilly-sur-Seine.

## Situation et accès
L’avenue du Roule est le prolongement de l’avenue des Ternes de Paris sur le territoire de Neuilly-sur-Seine, à l’ouest de la porte des Ternes.
Le petit tronçon situé entre la place du Général-Kœnig (place de la porte des Ternes) et la limite entre Paris et Neuilly s’appelle depuis 1929, année du transfert à la Ville de Paris de ce tronçon, « avenue de la Porte-des-Ternes ».
L’avenue se termine place du Château (place du Général-Gouraud) après une inclinaison de son orientation vers le nord-ouest à partir de la rue de l’Église.
Deux parcs de stationnement souterrains ont été construits :
- le premier (Roule 1) dans la partie centrale (aujourd’hui Achille-Peretti) mis en service en 1967 ;
- le second (Roule 2) dans la partie est a été mis en service en avril 2010.

L’avenue était parcourue jusqu’en 1937 par une double voie de tramway dont les rails ont été démantelés lors de la construction du parc de stationnement souterrain au milieu des années 1960 après avoir été simplement recouverts d’asphalte.

### Rue aboutissant dans l'avenue du Roule ou la traversant
- Rue Gustave-Charpentier
- Rue Montrosier
- Rue Parmentier
- Rue de Chartres
- Rue Madeleine-Michelis (rue du Marché)
- Rue Berteaux-Dumas
- Rue Angélique-Vérien
- Rue du Général-Cordonnier
- Villa des Sablons
- Allée d'Orléans
- Rue d'Orléans
- Place Winston-Churchill (rond-point d'Inkermann)
- Boulevard d'Inkermann
- Boulevard Jean-Mermoz (boulevard d'Argenson)
- Rue Louis-Philippe
- Rue Saint-Pierre
- Rue Devès
- Rue de l'Amiral-Fournier
- Place Achille-Peretti (place de l'Hôtel-de-Ville)
- Rue Edmond-Bloud
- Rue de l'Hôtel-de-Ville
- Place Sainte-Foy
- Rue Sainte-Foy
- Rue des Huissiers
- Rue Chartran
- Rue de l'Église
- Rue du Château
- Place du Général-Gouraud

## Origine du nom
Le village du Roule, devenu faubourg en 1722, était une petite localité appelée Romiliacum par Frédégaire, Crioilum par saint Éloi, puis Rolus au XIIe siècle.

## Historique

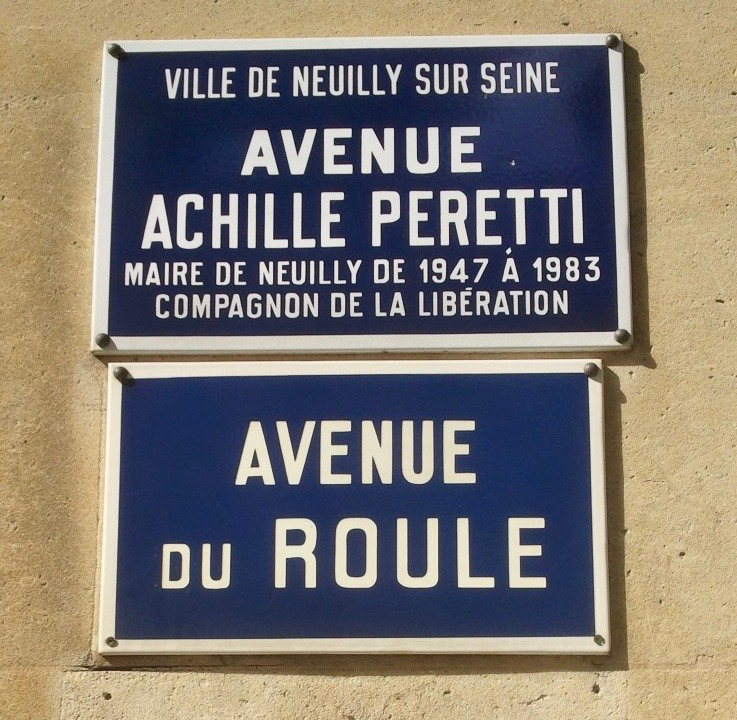
Plaque de rue de l'avenue Achille-Peretti - avenue du Roule, Neuilly-sur-Seine.

La partie située entre la rue d’Orléans et la place du Général-Gouraud (anciennement place du Château) porte depuis 1983 le nom d’avenue Achille Peretti, en mémoire de l'ancien maire de Neuilly Achille Peretti, mais les habitants ont le loisir d’utiliser l’ancienne appellation. Les cartes électorales sont délivrées à l’adresse « avenue Achille-Peretti - avenue du Roule ».

## Bâtiments remarquables et lieux de mémoire

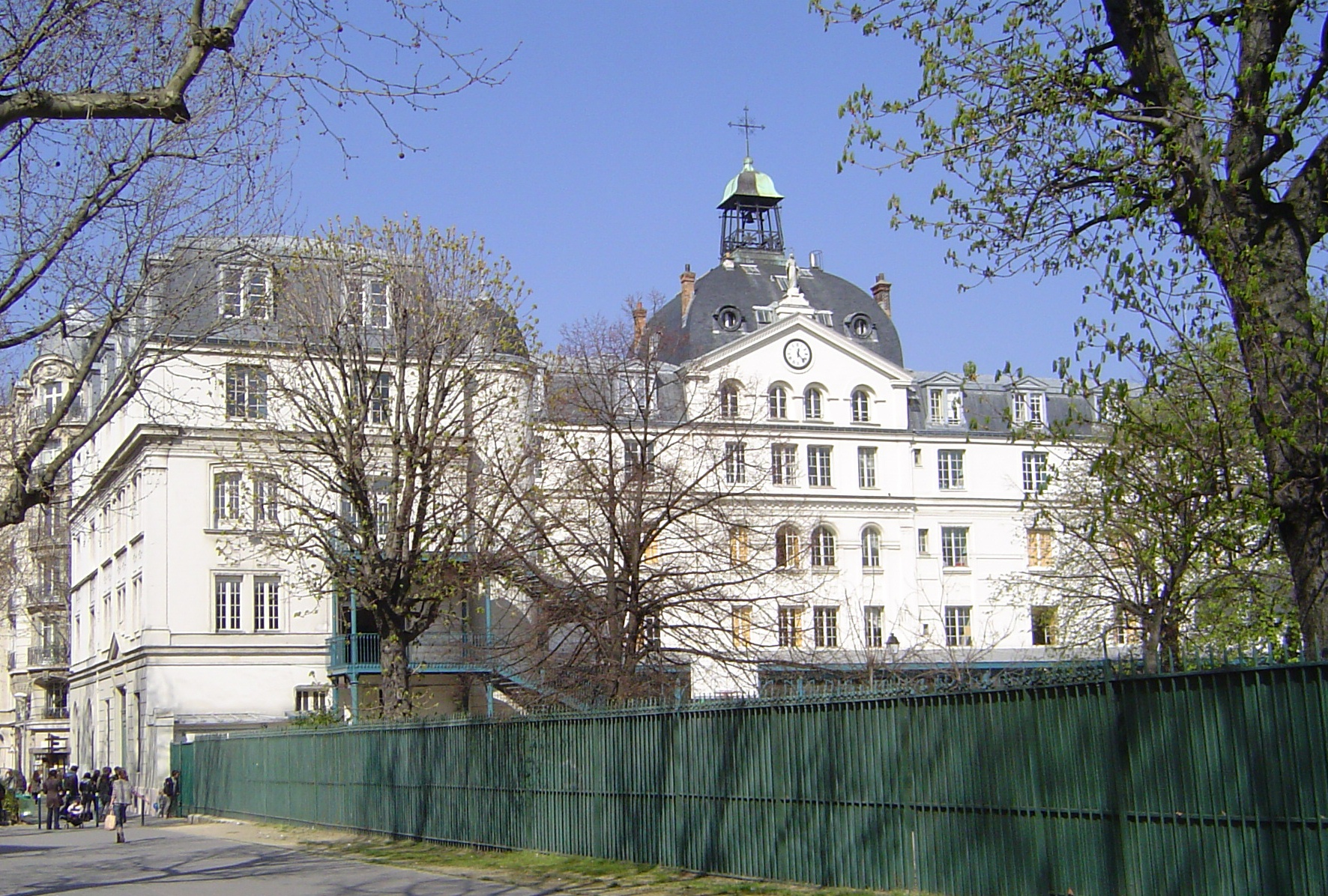
Institution Sainte-Croix.

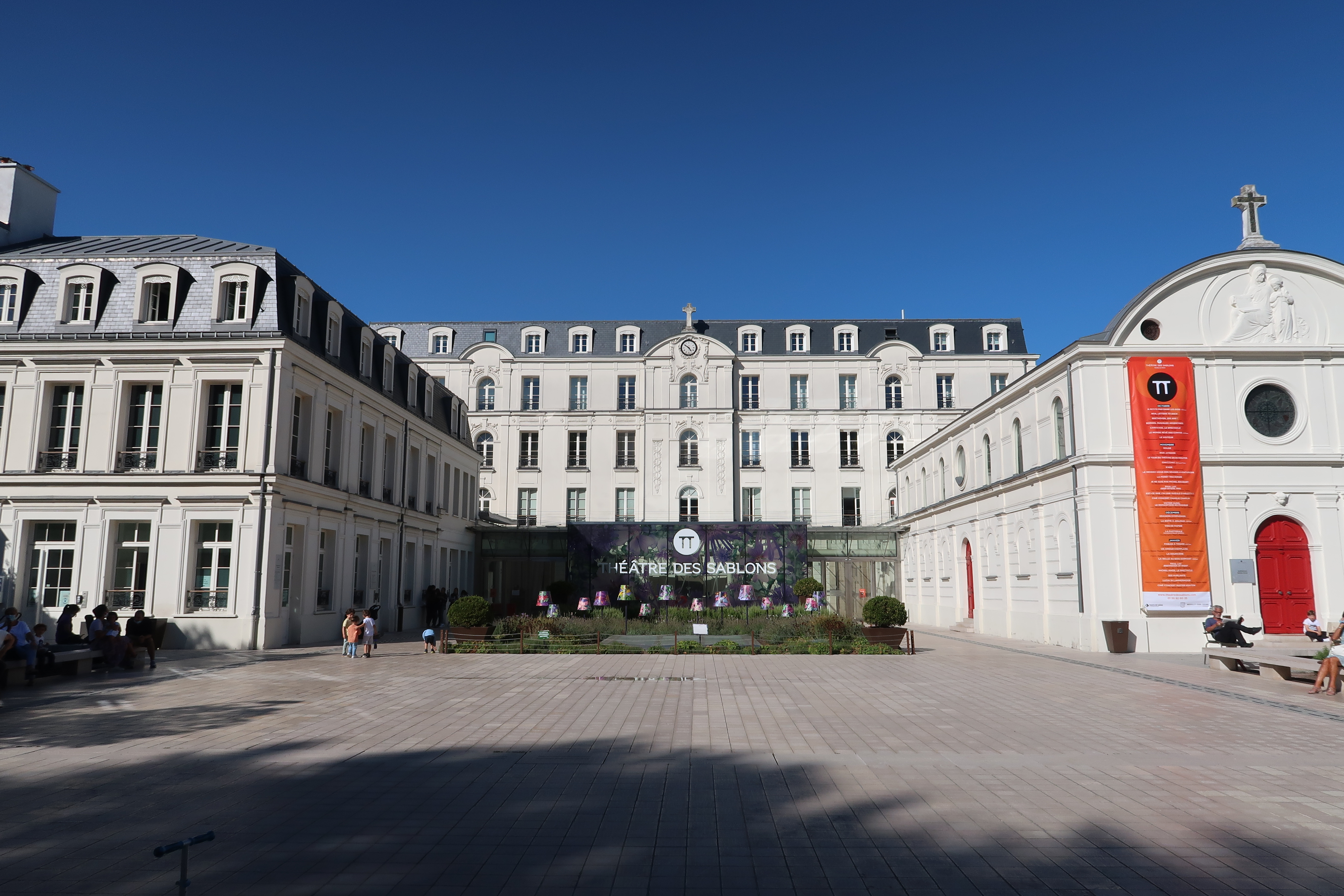
Théâtre des Sablons, ancien hospice Sainte-Anne.

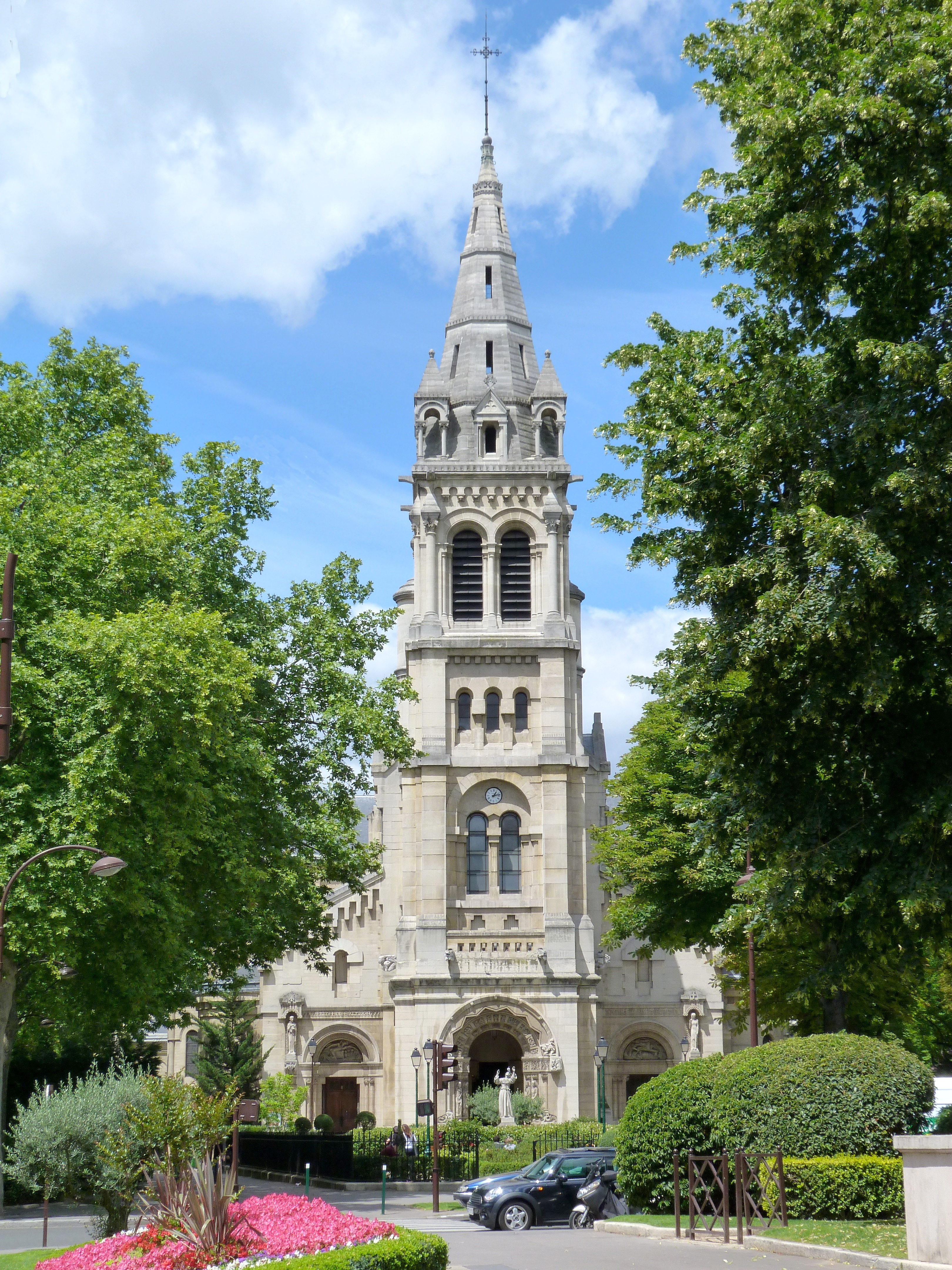
Église Saint-Pierre de Neuilly-sur-Seine.

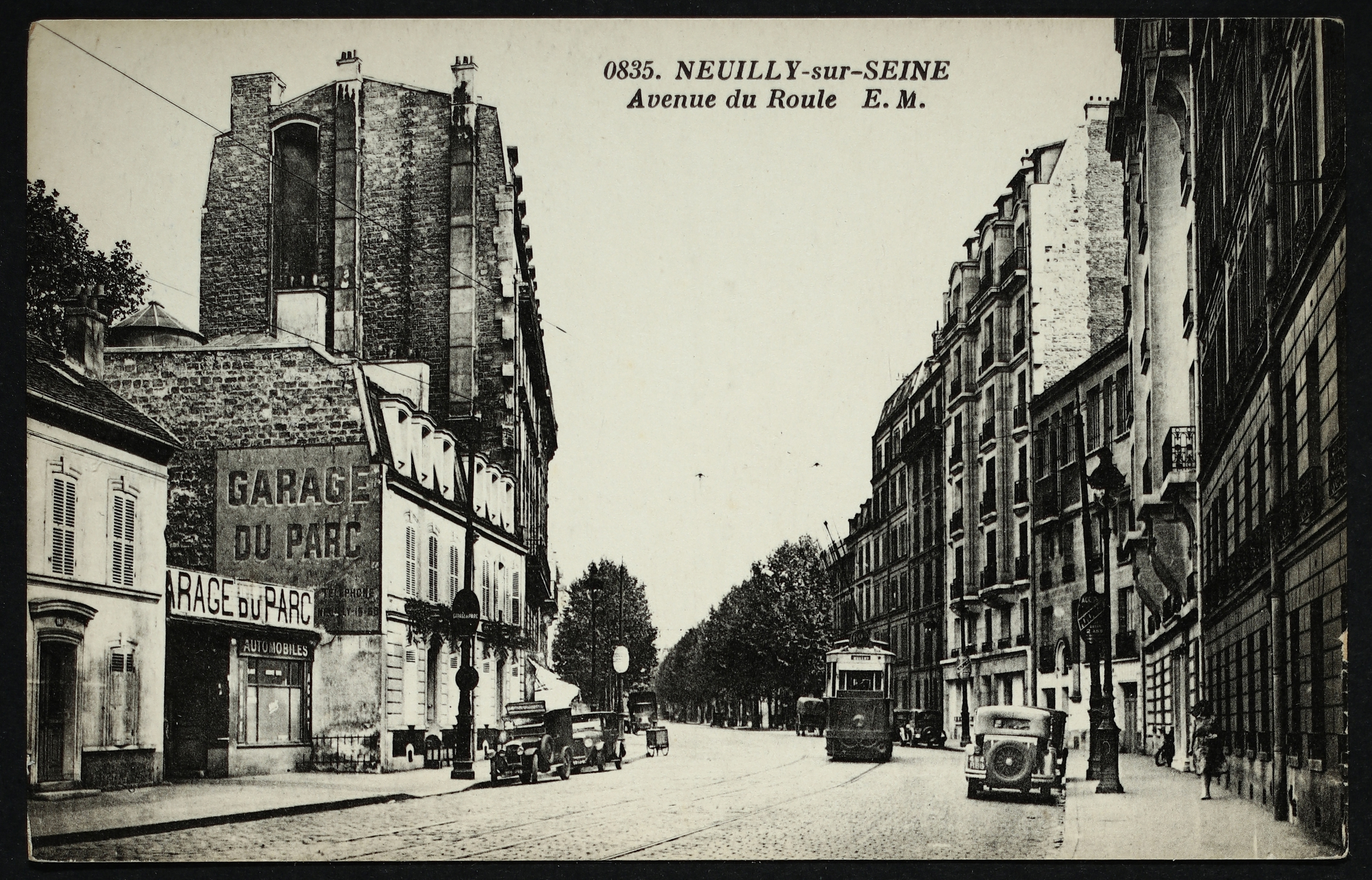
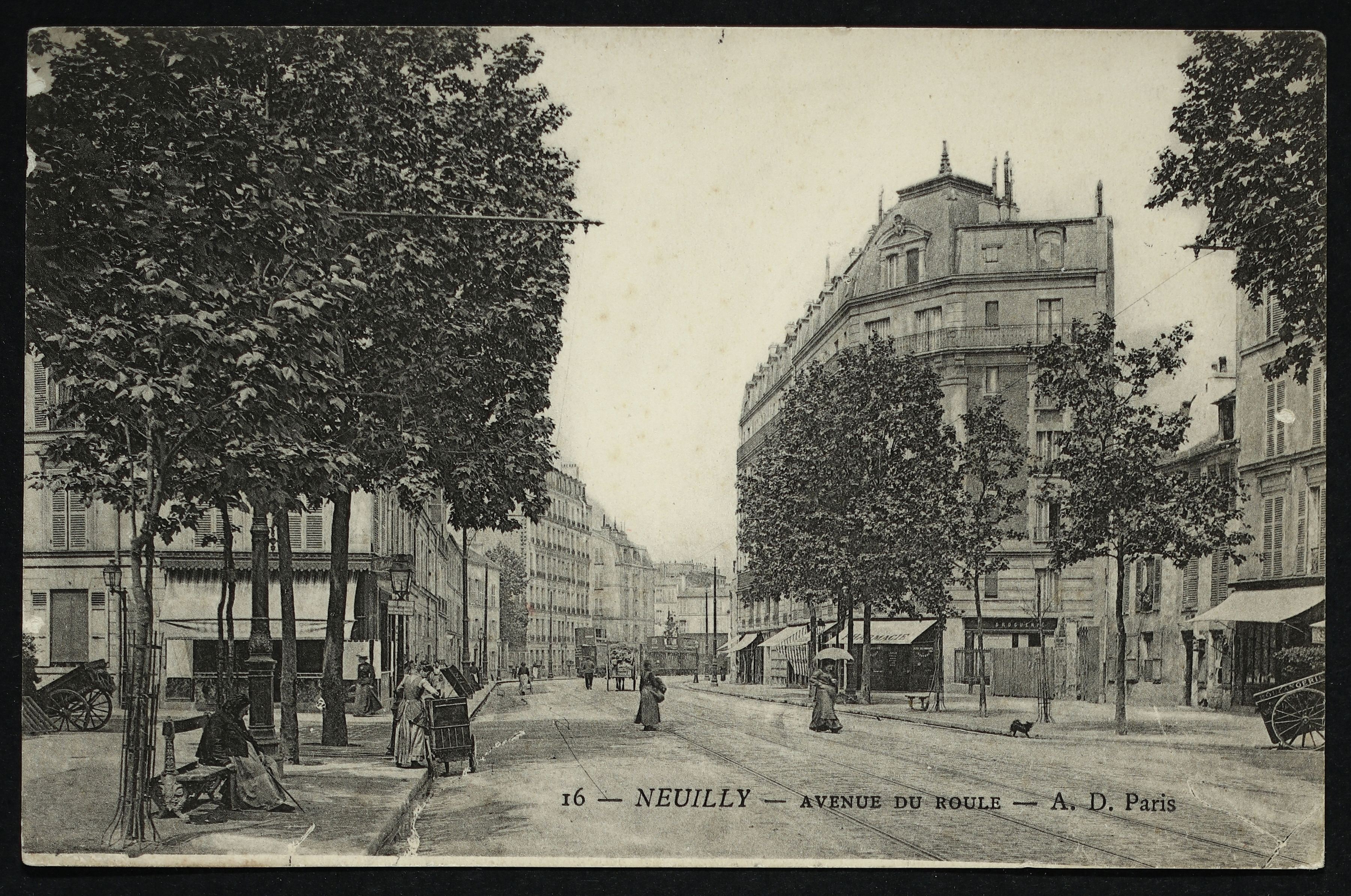
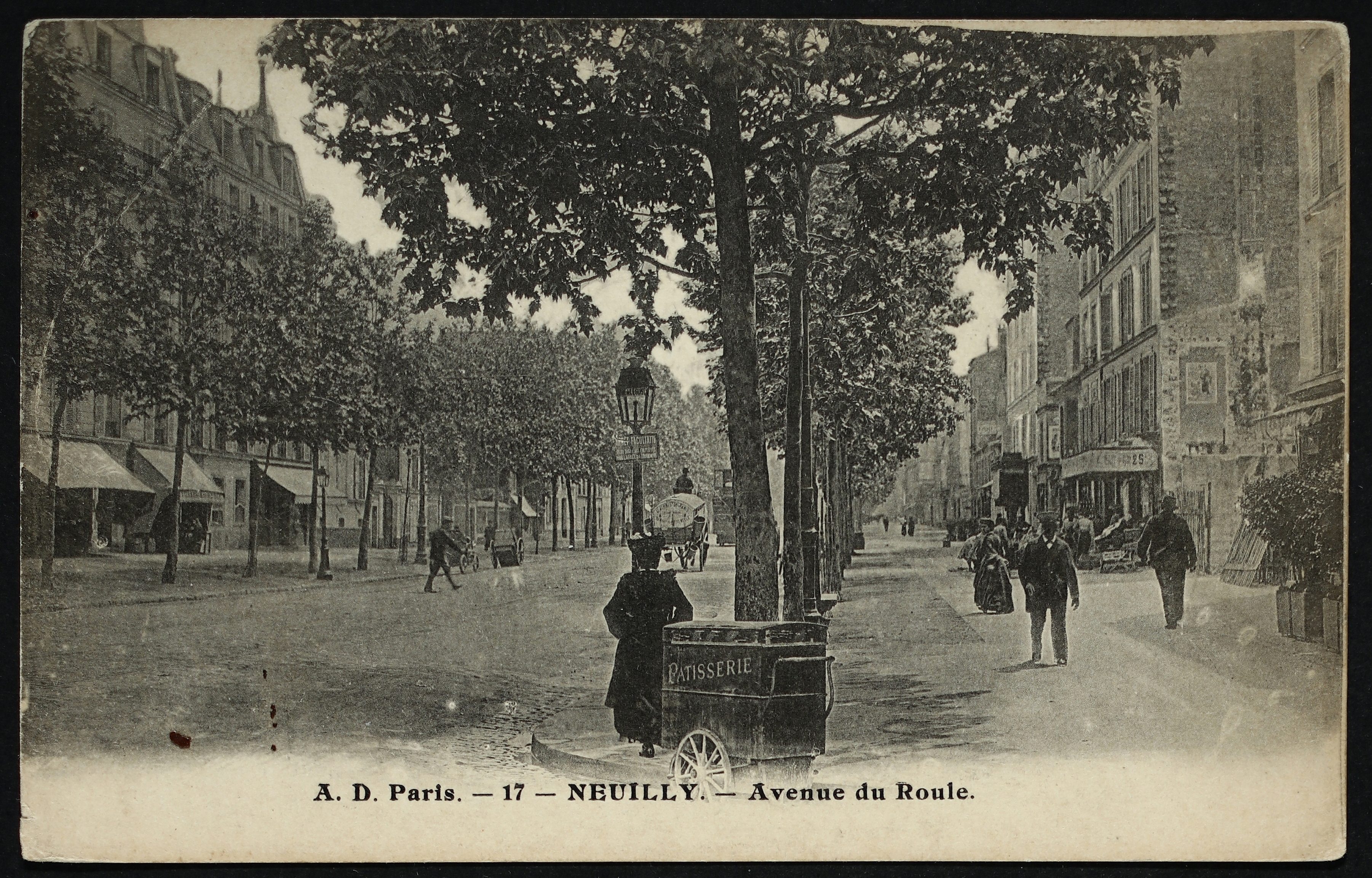
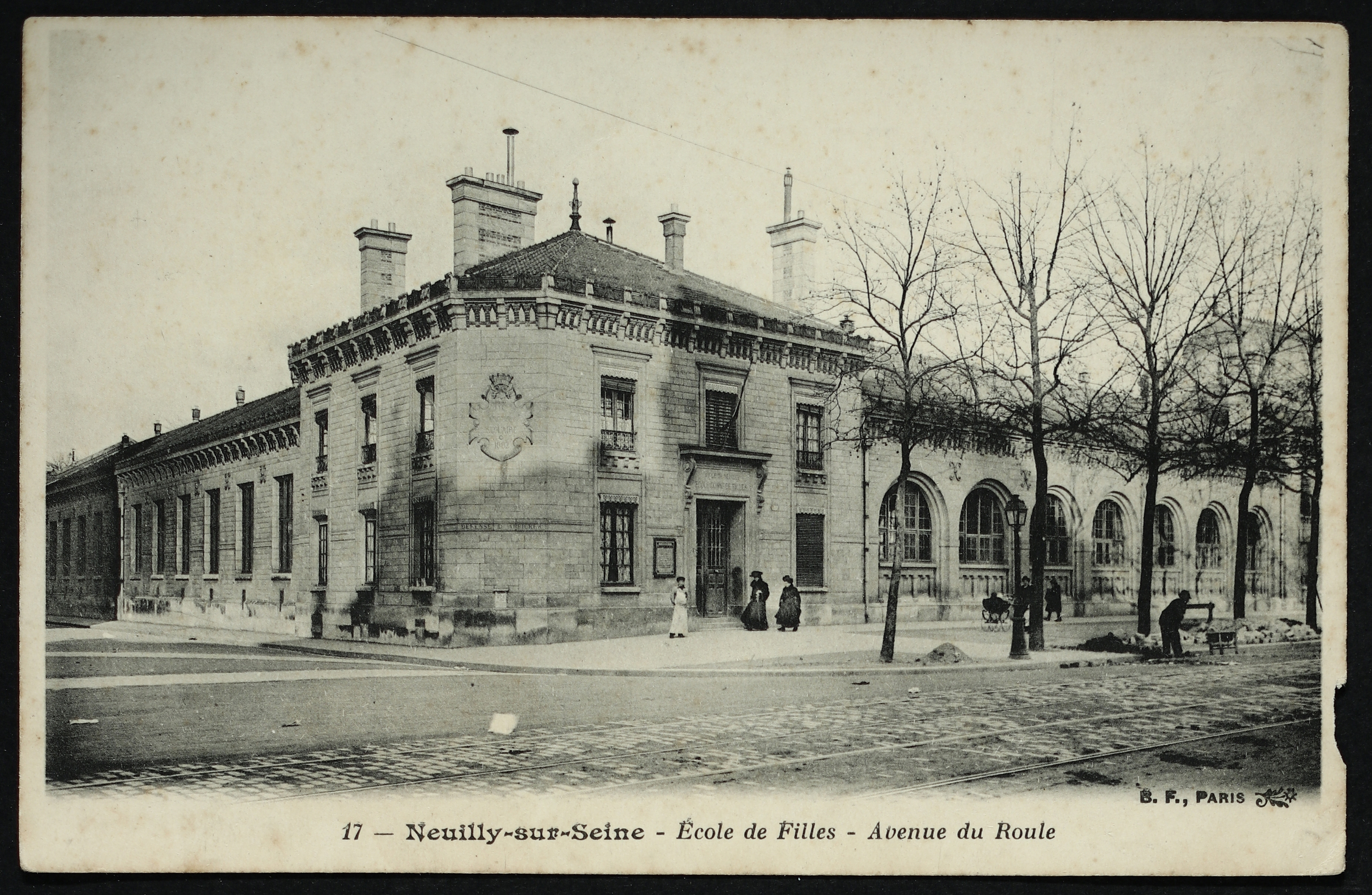

- L’église Notre-Dame-de-Compassion (Chapelle Saint-Ferdinand) est à l'entrée de l'avenue, sur le territoire de la Ville de Paris, située depuis 1964 du côté intérieur du boulevard périphérique après avoir été déplacée d’une centaine de mètres.
- No 5 : Hespérides des Ternes (entrée par le 14 rue Gustave-Charpentier).
- No 30 : institution Notre-Dame de Sainte-Croix (collège-lycée), bâtiment construit en 1875 acquis par les prêtres de la congrégation de Notre-Dame de Sainte-Croix pour agrandir leur école dont le bâtiment historique a été terminé en 1896[1].
- No 37 bis : hôtel Le 37 Bis[2] (4 étoiles) depuis 2021 (anciennement hôtel du Roule).
- Nos 44-46 : vitrail extérieur de l’Association Notre-Dame - Maison d’accueil spécialisée Princesse-Mathilde (asile Mathilde fondé en 1868)[3].
- No 54 : domicile de Sophie Bascans, fondatrice d'un célèbre pensionnat de jeunes filles auparavant situé au 70, rue de Chaillot dans le 16e arrondissement de Paris. Le pensionnat est situé à côté de la demeure[4],[5],[6].
- Nos 62-66-70 : hospice de retraite Sainte-Anne [7]. Il est construit de 1862 à 1864 par les sœurs de la Charité après qu’elles ont été expulsées de Paris où elles s'étaient installées en 1848. La chapelle est inaugurée en 1865 et un nouveau bâtiment en façade construit en 1870[8]. En 1993, la maison de retraite est désaffectée puis abandonnée. Une partie des bâtiments est inscrite aux monuments historiques en 1994[9]. La commune rachète les bâtiments et réalise d’importants travaux à la fin des années 2000. Le bâtiment de gauche en façade est démoli puis reconstruit à l’identique ; de même seule la façade du bâtiment principal est conservée, l’arrière du bâtiment étant aussi démoli puis reconstruit. L’ensemble abrite depuis 2012-2013 le centre culturel (école de musique, salle d’exposition…) et théâtre des Sablons (auditorium dans la chapelle, etc.).
- No 82 : immeuble remarquable construit par l’architecte Alfred Bitner en 1901[10].
- No 83 : façade de style chinois du restaurant Villa de Chine (détruite au profit d’une supérette alimentaire ouverte en août 2011).
- No 86 : monument aux morts de la police de France et d’outre-mer (place Winston-Churchill), édifié en 1951 par l'architecte Louis Lefort[11].
- No 90 : église paroissiale catholique Saint-Pierre (1887-1890 - architectes : Louis Henri Alfred Dauvergne et son fils Louis Alphonse) - présence d’un palmier[12].

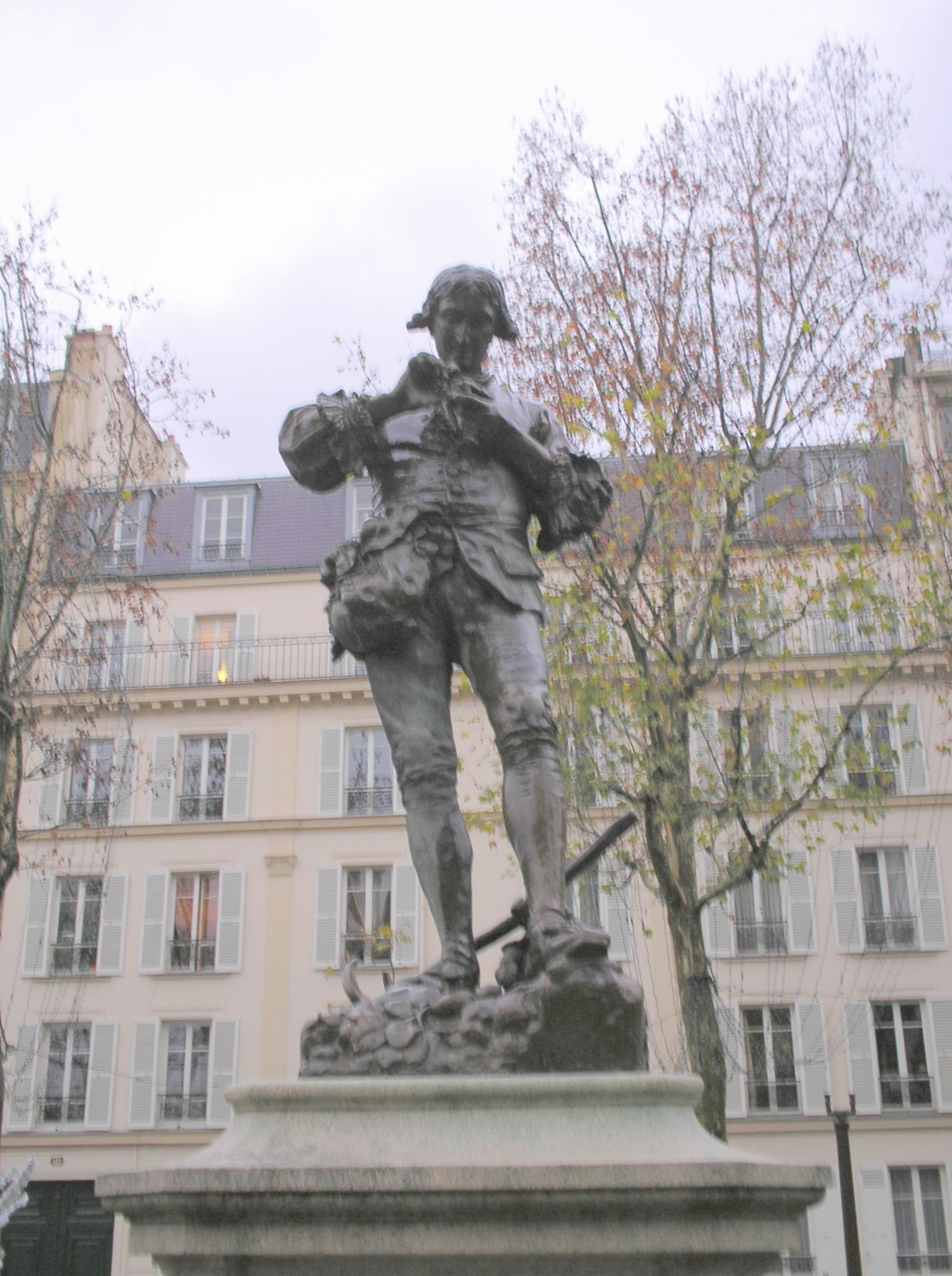
Statue de Parmentier.

- Nos 92-94 : groupe scolaire Peretti (anciennement groupe scolaire du Roule ou Saint-Pierre). En 1875, la municipalité de Neuilly achète plusieurs terrains pour construire un nouvel hôtel de ville. À côté du bâtiment, elle fait édifier en 1882-1885, par l'architecte Édouard Guiard, une école maternelle et une école primaire de filles. En face, au no 125, est construite une école primaire de garçons. Durant la Première Guerre mondiale, les nos 92-94 accueillent un hôpital auxiliaire géré par l'Association des dames françaises[13].
- No 96 : hôtel de ville (1882-1885 - architectes : Victor Dutocq, Charles Simonet)[14].
Sur le parvis se trouvait une statue de Parmentier, réalisée par Adrien Étienne Gaudez. Son inauguration a lieu en 1888, en présence de l'agronome Pierre-Paul Dehérain, suivie par un banquet fastueux lors duquel la pomme de terre est mise à l'honneur ; il s'agit de la plus ancienne statue publique de la ville. Initialement située sur la place de la mairie, elle est déplacée derrière l’hôtel de ville en 1897 (actuel square Jean-Mermoz, où se trouve aussi la Décollation de Saint-Jean Baptiste de Maurice Ferrary) puis place Parmentier en 1937 pour célébrer le bicentenaire de sa naissance. Tout comme la statue de Perronet, située rond-point d’Inkermann, elle est fondue en 1942 sous le régime de Vichy, afin de réutiliser le bronze pour l'effort de guerre. En 1981, la municipalité charge André Lavaysse de reconstituer la statue d'après une réduction existante de l'œuvre originale, chose faite l'année suivante. Pour l'occasion, elle retrouve son emplacement initial, sur la place de la mairie[15],[16]. En 2023, elle est de nouveau déplacée place Parmentier[17], remplacée sur le parvis municipal par une autre statue de Perronet, jusque là installée sur l'île du Pont[18].
- No 113 : atelier d’imprimerie en activité depuis le XIXe siècle (1891) - au fond du jardin[19].
- No 119 : ancien commissariat de la police nationale - au fond de l’allée : bâtiment doté d’une tourelle originale occupé actuellement par la police municipale.
- No 121 : collège catholique Saint-Pierre - Saint-Jean, rebaptisé en 2019 « Groupe scolaire La Trinité »[20] (ancienne école primaire Saint-Joseph) - au fond de l'allée : Espace Saint-Pierre (maison paroissiale) construite en 1935 par les architectes Jacques et Lucien Decaux sous le nom de Salle Saint-Pierre, dénommée également Théâtre Saint-Pierre[21].
- Nos 124-128 : grand garage du Parc ou Métivier et Cie, jusqu'au milieu des années 2010 garage Citroën - construit vers 1920 par les architectes P. Vasseur et R. Mondar[22].
- No 125 : école maternelle (ancienne école primaire de garçons du Roule) au fond de l’allée - une école primaire avait été construite à cette adresse à la fin du XIXe siècle sur les plans d’Édouard Guiard, mais elle n’a pas été conservée.
- No 130 : ancien magasin Bazar du Roule Printania, devenu Prisunic (aujourd’hui Franprix) construit en 1936 par l’architecte Maurice Mantout (d)[23].
- Nos 137-141 : résidence-club de Neuilly : une des premières résidences-services pour personnes âgées économiquement aisées, construite dans les années 1970 à l’emplacement de l'ancienne usine des parfums Houbigant, fondée en 1775 par Jean-François Houbigant[24].
- No 149 : ancien siège parisien de la société viticole Taittinger - porte monumentale ouvragée.
- No 153 : école primaire des Huissiers (ancienne école de garçons).
- No 159 : anciens grands magasins Félix Potin (1910-1914 - architecte : Charles Lemaresquier), fermés vers 1945 ; immeuble rénové vers 1950 pour le Laboratoire pharmaceutique Roger Bellon (architectes : Lionel de Gramont et François Croué)[25],[26] et occupé depuis 2018 par la mutuelle CARAC, après une rénovation dirigée par l'architecte Raf Listowski[27].